# ロイヤル・セブンティーン
『ロイヤル・セブンティーン』（What a Girl Wants）は、2003年のアメリカ合衆国のコメディ映画。監督はデニー・ゴードン、出演はアマンダ・バインズとコリン・ファースなど。イギリスの作家ウィリアム・ダグラス＝ホームによる1955年の舞台劇『The Reluctant Debutante』を原作としている。
原作の舞台劇は、1958年にダグラス＝ホーム本人の脚本（ジュリアス・J・エプスタインとの共同脚本）で『The Reluctant Debutante』として映画化（ヴィンセント・ミネリ監督、レックス・ハリソン、ケイ・ケンドール主演）されており、本作は再映画化となる。

## ストーリー
ダフネ・レノルズはニューヨーク生まれの17歳。チャイナタウンの安アパートで母親のリビーと2人で幸せに暮らしていた。しかし彼女の唯一の不満は父親がいないこと。
リビーは若い頃、イギリスの名門貴族の息子ヘンリー・ダッシュウッドと運命的な恋をし、結婚するが、ヘンリーが父親の死でダッシュウッド卿となったことから、取り巻きの陰謀で一方的に屋敷を追い出されてしまい、その後に生まれたのがダフネだったのだ。子供の頃からおとぎ話のように父親の話を聞かされていたダフネは、大学進学を前に自分の将来を考えるために父親に会いに行くことにする。
ロンドンに着いたダフネは、政治家としても有名な父親が近々グリニス・ペインという女性と結婚すること、そして彼女の連れ子であるクラリッサという義理の娘ができることを知る。ショックを受けたダフネは父親に会わずに帰国しようとするが、それでも父親への想いは断ち切れず、ダッシュウッド邸に侵入してしまう。パパラッチに間違えられ、ヘンリーに捕まったダフネは、自分がヘンリーとリビーの間に生まれた娘だと告白する。リビーが妊娠していたことすら知らなかったヘンリーはショックを受けるが、彼女を受け入れ、娘として屋敷に住まわせることにする。
アメリカでの貧乏暮らしから一転、名門貴族の娘として「お姫様」のような生活を送ることになったダフネ。そんなダフネにクラリッサは何かといじわるをするが、元気いっぱいのダフネはめげない。一方、ダフネとヘンリーは徐々に親子として心を通わせるようになる。
しかし、ダフネの型破りな行動がマスコミに注目され、またそんな娘に振り回されているヘンリーは政治家として微妙な立場に置かれてしまう。

## キャスト
※括弧内は日本語吹替
- ダフネ・レノルズ: アマンダ・バインズ（小島幸子）
- ヘンリー・ダッシュウッド: コリン・ファース（山野井仁） - ダフネの父。
- リビー・レノルズ: ケリー・プレストン（紗ゆり） - ダフネの母。
- ジョスリン・ダッシュウッド: アイリーン・アトキンス（谷育子） - ヘンリーの母。
- グリニス・ペイン: アンナ・チャンセラー（英語版）（相沢恵子） - ヘンリーの婚約者。
- アラステア・ペイン: ジョナサン・プライス（堀勝之祐） - グリニスの父。
- イアン・ウォレス: オリヴァー・ジェームズ（英語版）（神奈延年） - ダフネのボーイフレンド。
- クラリッサ・ペイン: クリスティーナ・コール - グリニスの娘。
- シャーロット王女: シルヴィア・シムズ

## 作品の評価
Rotten Tomatoesによれば、批評家の一致した見解は「小さな女の子なら間違いなく楽しめるだろうが、大人にはあまりに甘ったるくてありきたりである。」であり、108件の評論のうち高評価は35%にあたる38件で、平均点は10点満点中4.79点となっている。Metacriticによれば、27件の評論のうち、高評価は2件、賛否混在は18件、低評価は7件で、平均点は100点満点中41点となっている。